# 페르헤이엔다유방쥐
페르헤이엔다유방쥐(Mastomys kollmannspergeri)는 쥐과에 속하는 설치류의 일종이다. 카메룬과 차드, 니제르, 나이지리아, 수단에서 발견된다. 자연 서식지는 건조 사바나 지역과 계절성 하천, 계절성 민물 호수, 도시 지역이다.